# Liste der Bodendenkmäler in Alsdorf
Die Liste der Bodendenkmäler in Alsdorf enthält die denkmalgeschützten unterirdischen baulichen Anlagen, Reste oberirdischer baulicher Anlagen, Zeugnisse tierischen und pflanzlichen Lebens und paläontologischen Reste auf dem Gebiet der Stadt Alsdorf in der Städteregion Aachen in Nordrhein-Westfalen (Stand: Juni 2016). Diese Bodendenkmäler sind in Teil B der Denkmalliste der Stadt Alsdorf eingetragen; Grundlage für die Aufnahme ist das Denkmalschutzgesetz Nordrhein-Westfalen (DSchG NRW).
| Bild                   | Bezeichnung            | Lage                                | Beschreibung | Bauzeit | Eingetragen seit | Denkmal- nummer |
| ---------------------- | ---------------------- | ----------------------------------- | ------------ | ------- | ---------------- | --------------- |
| Wüstung Duckweiler     | Wüstung Duckweiler     | Hoengen Industriepark Alsdorf Karte |              |         | 18.07.2000       | 1               |
| römische Villa rustica | römische Villa rustica | Hoengen Industriepark Alsdorf Karte |              |         | 18.07.2000       | 2               |
| weitere Bilder         | Burg Alsdorf           | Alsdorf Burgstr. 17 Karte           |              |         | 16.10.2012       | 3               |
| BW                     | Kirche Alt St. Castor  | Alsdorf An der Mariensäule Karte    |              |         | 16.10.2012       | 4               |